# شركة تأمين نظام ائتمان المزارع
شركة تأمين نظام ائتمان المزارع (FCSIC) هي كيان تابع لنظام الائتمان الزراعي (FCS)، تم إنشاؤه بموجب قانون الائتمان الزراعي لعام 1987، لضمان سداد أصل الدين والفائدة في الوقت المناسب على سندات دين لنظام الائتمان الزراعي (FCS).